# Unitární železnice
Unitární železnice je takový železniční podnik, který v sobě slučuje funkce vlastníka železniční infrastruktury (tj. železniční tratě a stanice včetně souvisejících staveb a zařízení), provozovatele dráhy a provozovatele drážní dopravy.
Z hlediska vlastnictví může být unitární železnice jak ve vlastnictví státu (např. v minulosti většina evropských železnic), tak ve vlastnictví soukromém (většina železnic v USA).
Na českém území byla mnohaletá tradice unitární železnice vlastněné a provozované Československými státními drahami a posléze státní organizací České dráhy částečně ukončena zřízením Správy železniční dopravní cesty (SŽDC). Ta k 1. lednu 2003 převzala funkci vlastníka dráhy, provozovatelem dráhy i drážní dopravy se zároveň akciová společnost České dráhy. K 1. červenci 2008 pak přešla na SŽDC i činnost provozování dráhy.
Na unitárním principu je obvyklé také provozovat lanové, tramvajové a trolejbusové dráhy a dopravu na nich. 